# Guerre du Bani-Volta
La guerre du Bani-Volta ou Bona Kele est une guerre coloniale qui s'est tenue entre 1915 et 1916 dans la région du Bani-Volta en Haute-Volta entre des insurgés et les troupes coloniales françaises.

## Déroulement
Elle commença le 17 novembre 1915 quand les habitants d'une douzaine de villages se rassemblèrent dans le village de Bona, situé sur les boucles de la Volta, à une cinquante de kilomètres au sud de Dédougou pour prendre les armes contre le pouvoir colonial. Les raisons du mécontentement venaient du recrutement militaire forcé de soldats. Ces régions étaient en effet soumises à un recrutement important de troupes coloniales pour servir sur le front de la Première Guerre mondiale.
En décembre 1915, ces troupes, qui n'étaient armées que d'arcs, de fusils à pierre, et d’un petit nombre de fusils à répétition périmés, repoussèrent une colonne militaire de troupes coloniales issues de l’Afrique-Occidentale française, composées de deux cents auxiliaires et vingt-quatre tirailleurs. Ils repoussèrent ensuite une colonne composée de huit cents hommes.
La guerre engloba rapidement un nombre important d'ethnies : les Marka, Bwa, Samo, Minianka, Bobo, Dakkakari, Nuna, Toussian, Sambla et Winiamas/Nafana.
Pour faire face à une résistance inattendue, le commandant supérieur des troupes de l’Afrique-Occidentale française, le général Pineau, confia au colonel Molard une mission pour réduire ces résistances. En février 1916, fut lancée une nouvelle colonne militaire, qui organisa une campagne de destruction systématique, avec sept cent cinquante hommes et deux sections de mitrailleurs. Deux autres colonnes furent lancées en avril 1916, quand la révolte était à son apogée, couvrant une surface grande comme plusieurs départements français. Les dernières oppositions armées furent détruites en septembre 1916. Cent dix villages furent détruits par les troupes coloniales.
Les autorités coloniales furent surprises par le caractère supra-tribal de cette guerre, et le caractère total de la guerre menée par les troupes anticoloniales. Pour certains auteurs, il s'agit d'une des plus grandes guerres coloniales menées en Afrique.

## Mention
La guerre du Bani-Volta est le sujet du premier roman burkinabè, Crépuscule des temps anciens du Nafana Nazi Boni.

## Sources